# Фридман (лунный кратер)
Кратер Фридман (лат. Fridman ) — большой ударный кратер в экваториальной области обратной стороны Луны. Название присвоено в честь российского и советского математика, физика и геофизика Александра Александровича Фридмана (1888—1925); утверждено Международным астрономическим союзом в 1970 г. 

## Описание кратера

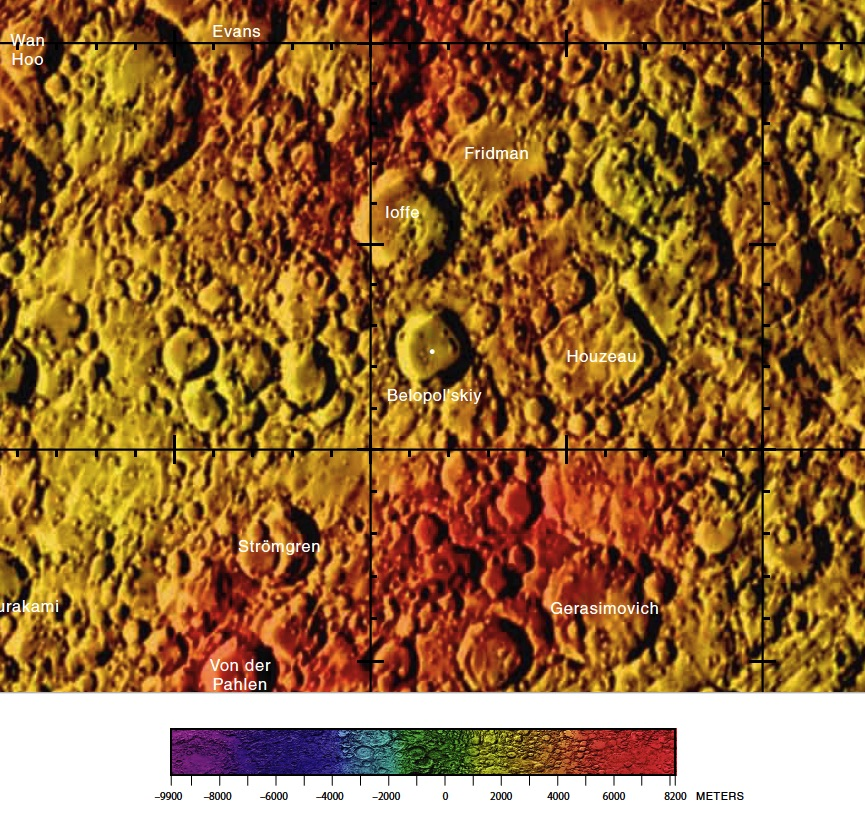
Окрестности кратера Фридман. Фрагмент карты обратной стороны Луны.

Ближайшими соседями кратера являются кратер Эванс на западе-северо-западе; огромный кратер Герцшпрунг на севере; кратер Лукреций на северо-востоке; кратер Узо на юге-юго-востоке и кратер Иоффе примыкающий к юго-западной части кратера. На севере от кратера находится цепочка кратеров Лукреция, на востоке – Море Восточное. Селенографические координаты центра кратера 12°29′ ю. ш. 126°53′ з. д. / 12,48° ю. ш. 126,88° з. д., диаметр 101,5 км, глубина 2,9 км
Кратер Фридман образован в толще пород выброшенных при образовании кратера Герцшпрунг и бассейна Моря Восточного. Он имеет полигональную форму и значительно разрушен. Вал сглажен, местами сравнялся с окружающей местностью и отмечен множеством небольших кратеров, северная часть вала отмечена радиальной по отношению к Морю Восточному цепочкой кратеров. Лучше всего сохранилась юго-западная часть вала. Дно чаши пересеченное, отмечено множеством маленьких кратеров. Юго-западная часть чаши покрыта породами выброшенными при образовании кратера Иоффе.

## Сателлитные кратеры

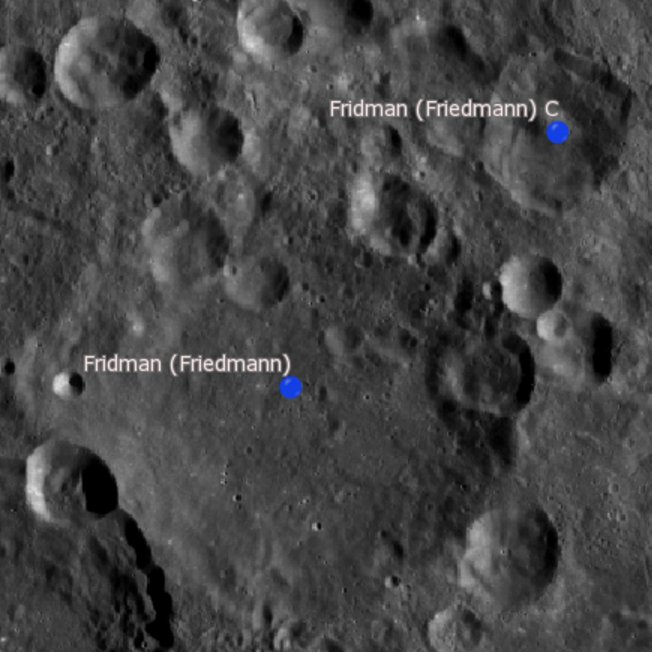
Снимок зонда Lunar Reconnaissance Orbiter.

| Фридман | Координаты                                              | Диаметр, км |
| ------- | ------------------------------------------------------- | ----------- |
| C       | 10°37′ ю. ш. 124°56′ з. д. / 10,61° ю. ш. 124,93° з. д. | 37,7        |

## См.также
- Список кратеров на Луне
- Лунный кратер
- Морфологический каталог кратеров Луны
- Планетная номенклатура
- Селенография
- Минералогия Луны
- Геология Луны
- Поздняя тяжёлая бомбардировка